# Formazione arborea
Si intende per formazione arborea un popolamento vegetale che attualmente o potenzialmente presenta condizioni tali da permettere la crescita del bosco.
Sono dunque da intendere come formazioni arboree (quanto meno potenzialmente) anche i terreni temporaneamente privi di vegetazione a bosco e in attesa di rinnovazione naturale o artificiale (ad esempio le tagliate o le aree percorse da incendio).
| Controllo di autorità | Thesaurus BNCF 33625 |